# Ignaz Czernits
Ignaz Czernits auch Ignatz Czernits (* 27. Mai 1814 in Fünfkirchen in Ungarn; † 22. Januar 1896 in Peggau bei Graz) war ein österreichischer Schauspieler und Theaterdirektor; sein Pseudonym war Tobias Pelikan.

## Leben
Ignaz Czernits trat bereits als Jugendlicher im Theater auf und entwickelte sich zu einem Komiker des österreichischen Theaters.
Er war seit 1848 mehrere Jahre Direktor der Theater in Fünfkirchen sowie in Temesvar (siehe Deutsches Staatstheater Temeswar), 1851 bis 1852 war er Direktor und zugleich Schauspieler am Theater in Esseg. 1857 ging er nach Graz und wirkte dort unter dem Direktor Anton Balvansky (1815–1881) sieben Jahre als Regisseur, Sänger und erster Komiker am dortigen Landestheater (siehe Schauspielhaus Graz). 1860 ist auch seine Ehefrau (Aloisia) in Rollen als Liebhaberin und Soubrette vermerkt; sie hatten 1862 in der Ballhausgasse 73 in Graz ihre Wohnung.
Ab 1864 war er Pächter und Regisseur des Ständischen Theaters (siehe Schauspielhaus Graz) in Graz und Ostern 1864 übernahm er die Direktion des von ihm gegründeten Grazer Thalia-Theaters, das aus einem 1861 erbauten Zirkus entstanden war. An dem Theater überwiegend Possen und Operetten aufgeführt wurden, aber auch Schauspiel und Oper. Er führte in Graz die Kindervorstellungen ein; hierbei wurden die Talente einiger späterer Darsteller früh erkannt, unter anderem von Josefine Zampa (1857–1912), Anton Mödlinger und Willhelm Thaller. 
Er nahm 1866 ein Engagement am Carltheater in Wien an und interpretierte verschiedene Figuren aus den Werken von Johann Nestroy, mit dem er befreundet war. 
Nach einigen Jahren verließ er Wien und bekam von 1868 bis 1872 in Olmütz die Direktion des dortigen Theaters (siehe Mährisches Theater Olmütz) übertragen. Um die ökonomische Seite kümmerte sich von 1868 bis 1870 sein Sohn Alois (Louis) Czernits, in das Theaterunternehmen wurde auch seine Frau aufgenommen. Später war er Direktor der Bühnen in Pressburg (bis 1875), dem Stadttheater Brünn, in Klagenfurt und in Innsbruck; 1890 ging in Innsbruck die Direktion des Stadttheaters Innsbruck an Paul Blasel über.
Unter ihm begannen Amalie Friedrich-Materna und Stephanie Hildburg ihre Künstlerlaufbahn und machten auch Alexander Girardi und Rudolf Tyrolt, mit denen er später befreundet war, ihre ersten schauspielerischen Versuche. 
In der Zeit, in der die von ihm geleiteten Bühnen urlaubsbedingt geschlossen waren, begab sich Ignaz Czernits auf Gastspiele und trat in den 1860er und 1870er Jahren unter anderem in Berlin, München, Würzburg, Frankfurt am Main, Prag, Linz und Triest auf. 
1881 war er Helfer beim Brand des Ringtheaters in Wien, bei dem offiziell 384 Menschen ums Leben kamen.
Er pflegte eine Freundschaft mit dem Volksdichter und Dramatiker Karl Morré.
Der Schauspieler Franz Czernits († Juni 1891) war sein Neffe.
1890 legte er seine Position als Direktor des Theaters in Innsbruck nieder und zog sich nach Peggau bei Graz ins Privatleben zurück. In dieser Zeit beschäftigte er sich wieder mit der Malerei, eine Leidenschaft, die ihn bereits zu Beginn seiner Laufbahn als Schauspieler und Theatermaler begleitete. 
Er verstarb an den Folgen eines Schlaganfalls und wurde auf dem Friedhof in Peggau beigesetzt.